# Guglielmo Augusto di Brunswick
Guglielmo Augusto di Brunswick, in lingua tedesca Wilhelm August von Braunschweig-Lüneburg-Harburg (Harburg, 15 marzo 1564 – Harburg, 30 marzo 1642), fu duca di Brunswick-Lüneburg-Harburg.

## Biografia
Guglielmo Augusto era considerato estremamente istruito e, come suo padre, seguace della dottrina luterana. Nel 1575, divenne rettore dell'Università di Rostock. In seguito ha continuato i suoi studi presso l'Università di Lipsia. Nel 1582, intraprese un Grand Tour in Francia e in Inghilterra e poi si iscrisse con i suoi fratelli all'Università di Helmstedt. Nel 1594, intraprese nuovamente un viaggio che lo portò in Germania, Polonia, Svizzera, Italia, Olanda, Danimarca e Livonia. Guglielmo tenne un diario sui suoi viaggi.
Dopo la morte di suo padre, ha assunto il governo di Harburg in collaborazione con i fratelli Christopher e Otto III. Dopo la loro morte, regnò da solo.
Nel 1618, Guglielmo iniziò la costruzione del palazzo a Moisburg. Dopo la morte del duca Federico Ulrich di Brunswick-Wolfenbüttel, ricevette la contea di Hoya dalla sua eredità. August Wilhelm morì non sposato e senza figli. La sua eredità fu divisa dai duchi di Federico IV di Brunswick-Celle e Augusto II di Brunswick-Wolfenbüttel.

## Ascendenza
|                                              |                                         |                                        | Genitori                               |  |  | Nonni |  |  | Bisnonni                           |  |  | Trisnonni                            |  |
|                                              |                                         |                                        |                                        |  |  |       |  |  | Enrico, duca di Brunswick-Lüneburg |  |  | Ottone V, duca di Brunswick-Lüneburg |  |
|                                              |                                         |                                        |                                        |  |  |       |  |  | Enrico, duca di Brunswick-Lüneburg |  |  | Ottone V, duca di Brunswick-Lüneburg |  |
|                                              |                                         | Anna di Nassau-Dillenburg              |                                        |  |  |       |  |  | Enrico, duca di Brunswick-Lüneburg |  |  |                                      |  |
| Ottone I, duca di Brunswick-Harburg          |                                         |                                        |                                        |  |  |       |  |  | Enrico, duca di Brunswick-Lüneburg |  |  |                                      |  |
|                                              |                                         | Margherita di Sassonia                 | Ernesto, principe elettore di Sassonia |  |  |       |  |  |                                    |  |  |                                      |  |
|                                              |                                         | Margherita di Sassonia                 | Ernesto, principe elettore di Sassonia |  |  |       |  |  |                                    |  |  |                                      |  |
|                                              |                                         | Margherita di Sassonia                 | Elisabetta di Baviera                  |  |  |       |  |  |                                    |  |  |                                      |  |
| Otto II, duca di Brunswick-Harburg           |                                         | Margherita di Sassonia                 |                                        |  |  |       |  |  |                                    |  |  |                                      |  |
|                                              |                                         | Giovanni III, signore di Campe         | …                                      |  |  |       |  |  |                                    |  |  |                                      |  |
|                                              |                                         | Giovanni III, signore di Campe         | …                                      |  |  |       |  |  |                                    |  |  |                                      |  |
|                                              |                                         | Giovanni III, signore di Campe         | …                                      |  |  |       |  |  |                                    |  |  |                                      |  |
| Matilde di Campe                             |                                         | Giovanni III, signore di Campe         |                                        |  |  |       |  |  |                                    |  |  |                                      |  |
|                                              |                                         | Hille di Hodenberg                     | …                                      |  |  |       |  |  |                                    |  |  |                                      |  |
|                                              |                                         | Hille di Hodenberg                     | …                                      |  |  |       |  |  |                                    |  |  |                                      |  |
|                                              |                                         | Hille di Hodenberg                     | …                                      |  |  |       |  |  |                                    |  |  |                                      |  |
| Guglielmo Augusto, duca di Brunswick-Harburg |                                         | Hille di Hodenberg                     |                                        |  |  |       |  |  |                                    |  |  |                                      |  |
|                                              | Edzardo I, conte della Frisia orientale | Ulrico I, conte della Frisia orientale |                                        |  |  |       |  |  |                                    |  |  |                                      |  |
|                                              | Edzardo I, conte della Frisia orientale | Ulrico I, conte della Frisia orientale |                                        |  |  |       |  |  |                                    |  |  |                                      |  |
|                                              | Edzardo I, conte della Frisia orientale | Theda Ukena                            |                                        |  |  |       |  |  |                                    |  |  |                                      |  |
| Enno II, conte della Frisia orientale        | Edzardo I, conte della Frisia orientale |                                        |                                        |  |  |       |  |  |                                    |  |  |                                      |  |
|                                              |                                         | Elisabetta di Rietberg                 | Giovanni I, conte di Rietberg          |  |  |       |  |  |                                    |  |  |                                      |  |
|                                              |                                         | Elisabetta di Rietberg                 | Giovanni I, conte di Rietberg          |  |  |       |  |  |                                    |  |  |                                      |  |
|                                              |                                         | Elisabetta di Rietberg                 | Margherita di Lippe                    |  |  |       |  |  |                                    |  |  |                                      |  |
| Edvige della Frisia orientale                |                                         | Elisabetta di Rietberg                 |                                        |  |  |       |  |  |                                    |  |  |                                      |  |
|                                              |                                         | Giovanni V, conte di Oldenburg         | Gerardo VI, conte di Oldenburg         |  |  |       |  |  |                                    |  |  |                                      |  |
|                                              |                                         | Giovanni V, conte di Oldenburg         | Gerardo VI, conte di Oldenburg         |  |  |       |  |  |                                    |  |  |                                      |  |
|                                              |                                         | Giovanni V, conte di Oldenburg         | Adelaide di Tecklenburg                |  |  |       |  |  |                                    |  |  |                                      |  |
| Anna di Oldenburg                            |                                         | Giovanni V, conte di Oldenburg         |                                        |  |  |       |  |  |                                    |  |  |                                      |  |
|                                              |                                         | Anna di Anhalt-Zerbst                  | Giorgio I, principe di Anhalt-Zerbst   |  |  |       |  |  |                                    |  |  |                                      |  |
|                                              |                                         | Anna di Anhalt-Zerbst                  | Giorgio I, principe di Anhalt-Zerbst   |  |  |       |  |  |                                    |  |  |                                      |  |
|                                              |                                         | Anna di Anhalt-Zerbst                  | Anna di Lindau-Ruppin                  |  |  |       |  |  |                                    |  |  |                                      |  |
|                                              |                                         | Anna di Anhalt-Zerbst                  |                                        |  |  |       |  |  |                                    |  |  |                                      |  |